# Cinqfontaines
Cinqfontaines (en luxembourgeois : Pafemillen  et en allemand : Fünfbrunnen) est une localité de la commune luxembourgeoise de Wincrange, non loin de Troisvierges. Elle comprend quelques fermes et le couvent de la congrégation des prêtres du Sacré-Cœur de Saint-Quentin.

## Histoire du couvent
Cinqfontaines est la maison la plus ancienne que la Congrégation possède au Grand-Duché de Luxembourg. Ce sont les Pères allemands qui achètent ici une ferme en 1903 avec un terrain agricole et un vieux moulin, dit « Pafemillen », pour y fonder un noviciat. La construction du couvent débute en 1906, selon les plans de l’architecte allemand Johannes Klomp. Le Père Dehon (1843-1925), fondateur de la congrégation, y est passé.
Le 4 mars 1941, la Gestapo expulse la communauté et transforme en juin suivant le couvent en maison de triage et de rassemblement pour les juifs du Luxembourg avant de les déporter dans les camps d'extermination de Theresienstadt, Litzmannstadt, Sobibor et Auschwitz. Plus de trois cents juifs sont passés ainsi en transit dans ce lieu en deux ans, jusqu'en juin 1943. Un monument inauguré en 1969 rappelle leur mémoire et une cérémonie y a lieu le premier dimanche de juillet. En 1944, les Américains en font un hôpital militaire.
Après la Seconde Guerre mondiale, le couvent redevient noviciat, cette fois-ci de la province luxembourgo-wallonne. Il ferme en 1973 par manque de vocations, pour devenir un centre de ressourcement spirituel de la congrégation ouvert à toute personne désirant effectuer une retraite. Des salles peuvent être louées également pour des séminaires, sessions ou conférences avec hébergement. Le couvent abrite une petite communauté dirigée par le Père Claude Siebenaler SCJ depuis mai 2016.
À Cinqfontaines se trouve, comme à Clairefontaine (commune d'Arlon), un cimetière où reposent des Pères et Frères, luxembourgeois ou non, membres de la congrégation du Sacré-Cœur.

## Statut du site
Tout le périmètre du site est privé. Il n'existe aucun parking public. Aucun accueil du public n'est effectué sur place. Seul le monument sur la Shoah est accessible et ouvert au visiteur.

## Notes et références

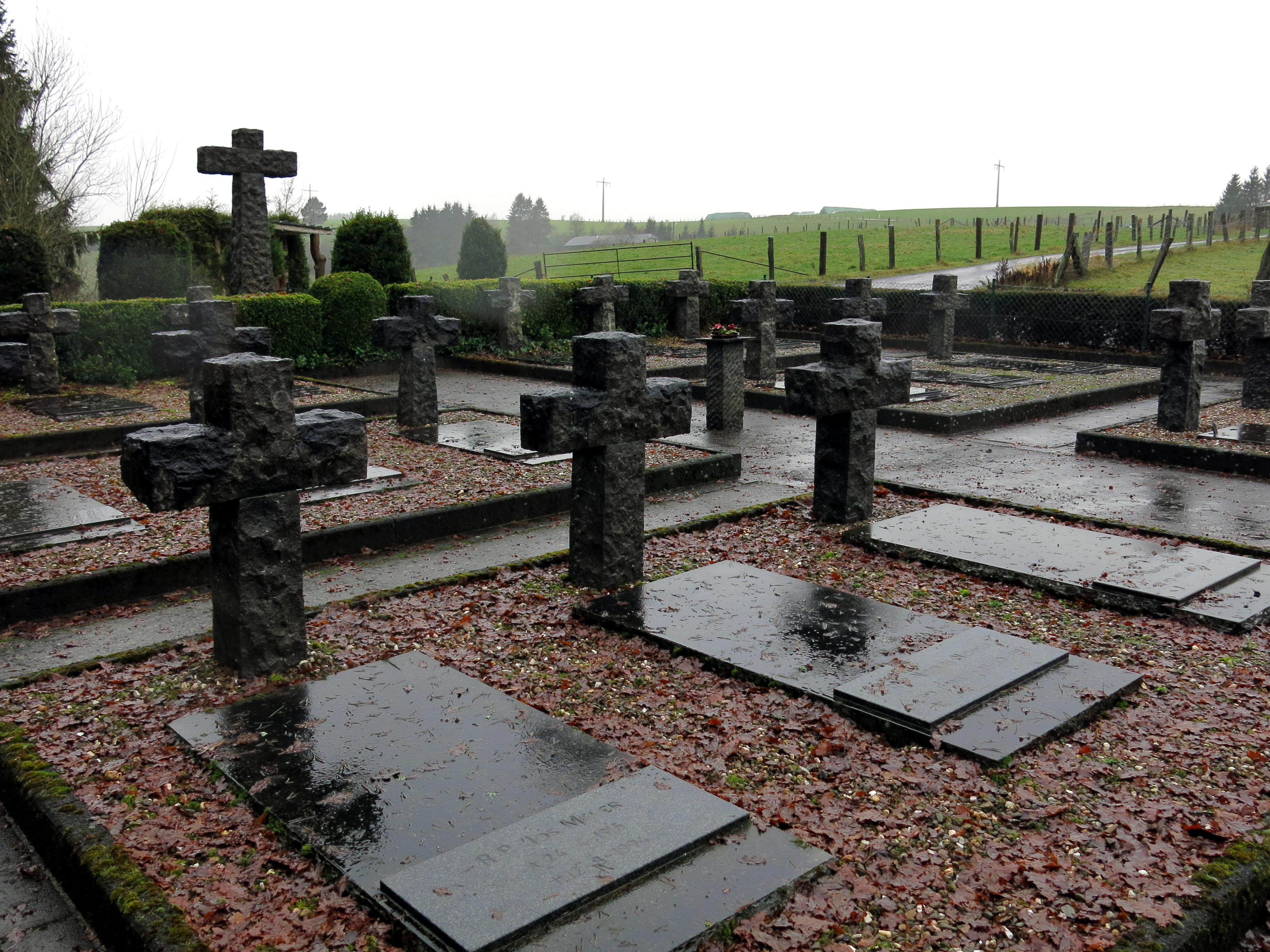
Cimetière des Pères du Sacré-Cœur à Cinqfontaines.